# Тётушка Даниэль
«Тётушка Даниэль» (фр. Tatie Danielle) — французская чёрная комедия режиссёра Этьена Шатилье.

## Сюжет
Главной героиней фильма является Даниэль Бийяр, пожилая женщина, вдова полковника. Она живёт в своём доме в Осере с домработницей Одилией, которая не многим младше её самой. Несмотря на то, что всем окружающим она представляется всего лишь милой старушкой, Даниэль таковой вовсе не является. После того, как её домработница «случайно» падает и разбивается с лестницы при попытке почистить люстру, Даниэль принимает решение переехать в Париж к своим внучатому племяннику и племяннице Жанне и Жан-Пьеру. Те сначала тоже считают её лишь милой старушкой, но со временем им открывается истинное лицо их тёти.

## В ролях
| Актёр          | Роль              |
| -------------- | ----------------- |
| Цилла Шелтон   | Даниэль Бийяр     |
| Катрин Жакоб   | Катрин Бийяр      |
| Эрик Пра       | Жан-Пьер Бийяр    |
| Лоуренс Феври  | Жанна Бийяр       |
| Нейге Дольский | Одилия            |
| Матьё Фулон    | Жан-Мари Бийяр    |
| Гари Леду      | Жан-Кристоф Бийяр |
| Карин Виар     | Агата             |
| Изабель Нанти  | Сандрин Воннье    |
| Андре Вильм    | доктор Вилмс      |

## Номинации
| Награды и номинации | Награды и номинации               | Награды и номинации | Награды и номинации | Награды и номинации |
| Награда             | Категория                         | Номинант            | Результат           |                     |
| ------------------- | --------------------------------- | ------------------- | ------------------- | ------------------- |
| 16-я премия «Сезар» | Лучшая женская роль               | Цилла Шелтон        | Номинация           |                     |
| 16-я премия «Сезар» | Лучшая женская роль второго плана | Катрин Жакоб        | Номинация           |                     |
| 16-я премия «Сезар» | Самая многообещающая актриса      | Изабель Нанти       | Номинация           |                     |